# Tokū
Tokū je nenaseljeni vulkanski otok u Tongi. Nalazi se na samom sjeveru otočja Vavaʻu na sjeveru zemlje. Dugačak je oko 1000 m, a širok do 700 m, što daje površinu od 0.4 km2. Nalazi se do 8 metara iznad razine mora, u blizini svoje istočne obale.
Najbliži otok je Fonualei, 19.7 km prema sjeverozapadu.